# Rintarō
Rintarō (りんたろう), de son vrai nom Shigeyuki Hayashi (林 重行, Hayashi Shigeyuki), est un réalisateur, né le 22 janvier 1941 à Tōkyō (Kantō).

## Biographie
Shigeyuki Hayashi naît le 22 janvier 1941 à Tōkyō, dans la région du Kantō. À l'âge de 13 ans, il se découvre une passion pour le cinéma occidental — principalement américain, français et italien — et finit par chercher du travail dans ce domaine.
En 1958, après avoir occupé plusieurs emplois, il intègre la branche animation du célèbre studio Toei, Toei dōga. Le studio sort son premier long métrage cette même année, Le Serpent blanc, où Hayashi occupe le poste de coloriste. Il participe aux deux films suivants du studio, Sarutobi Sasuke, le jeune ninja (1959) et Alakazam, le petit Hercule où il occupe cette fois-ci le poste d'intervalliste. Cependant, il estime s'être rendu compte à cette époque qu'il manquait de talent en tant que dessinateur et préféré s'occuper uniquement de la mise en scène.
En 1961, il intègre le tout jeune studio Mushi Production fondé par Osamu Tezuka, célèbre mangaka avec qui il a déjà travaillé sur Alakazam, le petit Hercule. Cette fois-ci, il s'occupe uniquement de la mise en scène et participe au premier travail du studio, Histoires du coin de la rue, avant d'être est promu directeur d'épisode sur la première série, Astro, le petit robot (1963-1966).
En 1965, alors qu'il n'a que 24 ans, il réalise sa première série, Le Roi Léo, adaptation d'un manga de Tezuka. Il réalise par la suite plusieurs séries pour le studio Mushi dont les séries Moomin. C'est lors de la réalisation du premier opus en 1969 qu'il change son nom pour Rintarō. Il explique qu'à l'époque, ses collègues l'appelait « Rin-chan », « Rin » étant une autre manière de prononcer le kanji 林 qui sert à écrire son nom et « chan » un suffixe affectif. « Chan » finit par être remplacé par « tarō » (太郎) qui est suffixe courant chez les noms japonais. Il décida alors de le garder comme pseudo.
À partir du début des années 1970, Mushi Production commence à connaître de graves difficultés financières et ne peut empêcher le départ de ses employés. Rintarō quitte lui aussi le studio et s'associe avec le réalisateur Osamu Dezaki, avec qui il a travaillé sur Moomin et Wanpaku Tanteidan, ainsi qu'avec le producteur Masao Maruyama pour fonder un nouveau studio : Madhouse. Il devient par la même occasion réalisateur « free lance » et va proposer ses services à plusieurs studios dont Studio Zero (Chobin 1974), Sunrise (Kum Kum 1974-1975) et surtout Toei dōga, le studio de ses débuts. Il va y réaliser Jetter Mars (1977), Grand Prix (1977-1978) et surtout Albator, le corsaire de l'espace (1978-1979), qui va lui permettre de gagner une reconnaissance aussi bien nationale qu'internationale grâce à la diffusion d'Albator à l'étranger et notamment en France. Il va également y réaliser ses deux premiers véritables films, Galaxy Express 999 (1979) et sa suite Adieu, Galaxy Express 999 (1981).
En 1980, Osamu Dezaki quitte Madhouse et c'est Masao Maruyama qui va reprendre en main le studio, changeant profondément sa politique artistique. Le studio va alors davantage se concentrer sur la production de longs métrages et, à partir de 1983, vers des thématiques nettement plus adultes. Rintarō sort grand gagnant de ce changement de politique puisqu'il devient l'un des principaux réalisateurs du studio. Il réalise plusieurs films dont Harmagedon (1983) et L'Épée de Kamui (1985), qui innovent par leurs dessins réalistes et leurs thématiques plus adultes. Il participe également en 1987 au film omnibus Manie Manie avec deux autres membres de l'école « réaliste », le précurseur Katsuhiro Otomo et l'étoile montante Yoshiaki Kawajiri.
À la fin des années 1980, Rintarō se tourne davantage vers la réalisation d'OAV, format à la mode surtout que la crise du secteur de l'animation ne permet plus de financer aussi facilement la production de films. Il fait son retour à la réalisation de film en 1996 avec l'adaptation de X, un manga des Clamp.
À partir de cette époque, Rintarō va moins réaliser mais se concentrer sur des projets plus ambitieux. Il a réalisé Metropolis, super production réunissant des grands noms de l'animation et travaillé sur Yona, la légende de l'oiseau-sans-aile, une coproduction franco-japonaise en full 3D sortie en décembre 2009.
En 2023, il réalise un court métrage d'animation muet d'une durée de 25 minutes en hommage au réalisateur Sadao Yamanaka (1909-1938) et intitulé Nezumi kozō Jirokichi (鼠小僧次郎吉). Il dépeint les efforts de Sadao Yamanaka pour produire son film Nezumi kozō Jirokichi: Edo no maki en 1933. La conception des personnages est confiée à Katsuhiro Ōtomo. Nezumi kozō Jirokichi est projeté en avant première le 20 mars 2023 lors de la première édition du Festival du film d'animation de Niigata.

## Style
Rintarō ne possède pas de style propre à lui-même, que ce soit graphique ou narratif. Il se définit davantage comme un metteur en scène, au service des ouvrages qu'il adapte. De plus, il participe rarement au scénario mis à part sur le segment Labyrinth Story du film omnibus Manie Manie, qu'il revendique comme œuvre « personnelle ».
Il s'estime même mauvais dessinateur, ce qui d'ailleurs l'a poussé à se consacrer davantage à la mise en scène. Ne pas avoir de « patte graphique » lui permet de travailler sur des œuvres aux styles très différents : des mangas d’Osamu Tezuka à ceux de Clamp en passant par Leiji Matsumoto.
Cinéphile depuis l'âge de 13 ans, Rintarō déclare avoir été fortement influencé par le cinéma occidental, et notamment par le cinéma américain, français et italien. Il apprécie tout particulièrement les westerns et les films noirs, mais s'estime peu influencé par les films de Disney.

## Filmographie

### Cinéma
- 1958 : Le Serpent blanc (coloriste)
- 1959 : Sarutobi Sasuke, le jeune ninja (coloriste)
- 1960 : Alakazam, le petit Hercule (intervaliste)
- 1966 : Le Roi Léo - le film (compilation ; réalisateur)
- 1978 : Albator : Le Mystère de l'Atlantis (moyen-métrage ; réalisateur)
- 1979 : Galaxy Express 999 (réalisateur)
- 1981 : Adieu, Galaxy Express 999 (réalisateur)
- 1983 : Harmagedon (réalisateur)
- 1985 : L'Épée de Kamui (réalisateur)
- 1986 : Hi no Tori: Houou Hen (réalisateur et producteur)
- 1987 : Manie Manie : Les Histoires du labyrinthe (segment Labyrinthe ; réalisateur et scénariste)
- 1993 : Kaze no Na wa Amnesia (superviseur)
- 1996 : X1999 -  (réalisateur et co-scénariste)
- 2000 : Alexander senki - le film (co-réalisateur)
- 2001 : Metropolis (réalisateur)
- 2009 : Yona, la légende de l'oiseau-sans-aile (réalisateur)

### Séries télévisées
- 1963-1966 : Astro, le petit robot (directeur d'épisode)
- 1965-1966 : Le Roi Léo (réalisateur et directeur d'épisode)
- 1966-1967 : Le Roi Léo, 2e série (réalisateur)
- 1968 : Wanpaku Tanteidan (réalisateur)
- 1968-1969 : Sabu et Ichi (réalisateur)
- 1970 : Les Moumines (réalisateur dès l'épisode 27)
- 1972 : Les Moumines, 2e série (réalisateur)
- 1974 : Chobin (réalisateur)
- 1975-1976 : Kum Kum (réalisateur)
- 1976-1979 : Manga Sekai Mukashi Banashi (directeur d'épisode)
- 1977 : Jetter Mars (réalisateur et directeur d'épisode)
- 1977-1978 : Grand Prix (réalisateur et directeur d'épisode)
- 1978-1979 : Albator, le corsaire de l'espace (réalisateur et directeur d’épisodes 1, 13, 34 et 42)
- 1980-1981 : Genki champion de boxe (réalisateur)
- 1989 : Tezuka Osamu Story: Boku wa San-goku (télévision spéciale ; co-réalisateur et co-scénariste)
- 2003 : Captain Herlock : The Endless Odyssey (réalisateur et storyboarder (épisodes 1, 10 et 13) et directeur d'épisode (épisode 13)

### OAV
- 1987 : X Densha de Ikou (réalisateur et co-scénariste)
- 1988 : Kaze no Matasaburo (réalisateur et scénariste)
- 1988 : Bride of Deimos : The Orchid Suite (réalisateur)
- 1990 : Eguchi Hisashi no nantoka Naru deshou (storyboarder et directeur d'épisode)
- 1991 : Doomed Megalopolis (en) (réalisateur)
- 1992 : Down Load: Namu Amida Butsu wa Ai no Uta (réalisateur et co-scénariste)
- 1993 : Gunnm (superviseur)
- 1993 : X² : Double X (court métrage ; réalisateur)
- 1994 : Final Fantasy: Legend of the Crystals (réalisateur, épisodes 1 et 4)
- 1994 : Kujaku-Ō (réalisateur)